# Desmond King-Hele
Desmond George King-Hele (Seaford, 3 de novembro de 1927 - 25 de dezembro de 2019) foi um físico britânico.

## Obras
- A Tapestry of Orbits
- Observing Earth Satellites
- Satellites and Scientific Research
- Theory of Satellite Orbits in an Atmosphere
- Shelley: His Thought and Work
- Doctor of Revolution
- Erasmus Darwin: A Life of Unequalled Achievement